# Stiftung Bundespräsident-Theodor-Heuss-Haus
Die Stiftung Bundespräsident-Theodor-Heuss-Haus (kurz THH) ist eine bundesunmittelbare, überparteiliche Stiftung des öffentlichen Rechts mit Sitz in Stuttgart. Sie betreibt zeitgeschichtliche Forschung und politische Bildung und erinnert an das Leben und Werk des ersten Bundespräsidenten der Bundesrepublik Deutschland, Theodor Heuss (1884–1963). 
In dessen ehemaligem Stuttgarter Domizil, dem Theodor-Heuss-Haus, unterhält die Stiftung eine öffentliche Erinnerungsstätte. In ihrer Forschungs- und Bildungsarbeit konzentriert sich die Stiftung auf die Geschichte der Demokratie und des Parlamentarismus, des Liberalismus, der Verfassungen und der politischen Repräsentation in Deutschland im 20. Jahrhundert.

## Stiftungszweck
Die Stiftung Bundespräsident-Theodor-Heuss-Haus wurde am 27. Mai 1994 durch ein Gesetz des Deutschen Bundestages gegründet. Sie gehört zu den sieben sogenannten Politikergedenkstiftungen des Bundes und hat die Aufgabe, die Erinnerung an das Wirken des ersten Bundespräsidenten, Theodor Heuss, zu wahren und „einen Beitrag zum Verständnis der jüngeren Geschichte sowie der Entstehung der Bundesrepublik Deutschland zu leisten“. Ferner ist der Stiftung aufgetragen, den „Nachlass Theodor Heuss zu sammeln, zu pflegen, zu verwalten und für die Interessen der Allgemeinheit in Wissenschaft, Bildung und Politik auszuwerten.“
Um diesem Auftrag nachzugehen, wird die Stiftung aus dem Haushalt des Bundes finanziert und untersteht der Rechtsaufsicht der Beauftragten der Bundesregierung für Kultur und Medien (BKM). Für ausgewählte Projekte wirbt die Stiftung Spenden ein. Die Stiftung ist berechtigt, Zustiftungen anzunehmen.

## Gremien und Leitung
Dem fünfköpfigen Kuratorium der Stiftung gehören aktuell (Stand: März 2024) Sabine Leutheusser-Schnarrenberger (Vorsitzende), Ludwig Theodor Heuss (stellvertretender Vorsitzender), Leni Breymaier, Nina Warken und Frank Nopper an. Stellvertreter sind Pascal Kober, Anna Christmann, Michael Georg Link, Barbara Babic-Heuss und Fabian Mayer. 
Die operative Arbeit der Stiftung leitet ein hauptamtlicher Geschäftsführer, der zugleich dem Vorstand angehört. Gründungsgeschäftsführer war seit 1997 der Historiker Thomas Hertfelder, der im Januar 2025 durch Thorsten Holzhauser abgelöst wurde. Sein Stellvertreter ist der Historiker und Leiter des Schriftgutarchivs Ernst Wolfgang Becker. Der dreiköpfige Vorstand besteht aus Isabel Fezer als Vorsitzender, Thorsten Holzhauser als stellvertretendem Vorsitzenden sowie Peter Schantz.
Die Stiftung verfügt zudem über einen wissenschaftlichen Beirat, der sich aus bis zu 15 Mitgliedern zusammensetzt. Im Beirat sitzen derzeit (Stand: März 2024) Michele Barricelli, Dorlis Blume, Pascale Monika Cancik, Philipp Gassert, Ewald Grothe, Michael Hollmann, Sonja Levsen, Ulrike Lindner, Paul Nolte (Vorsitzender), Elif Özmen, Hedwig Richter, Andreas Rödder, Elke Seefried (stellvertretende Vorsitzende) und Henning Türk.

## Das Theodor-Heuss-Haus

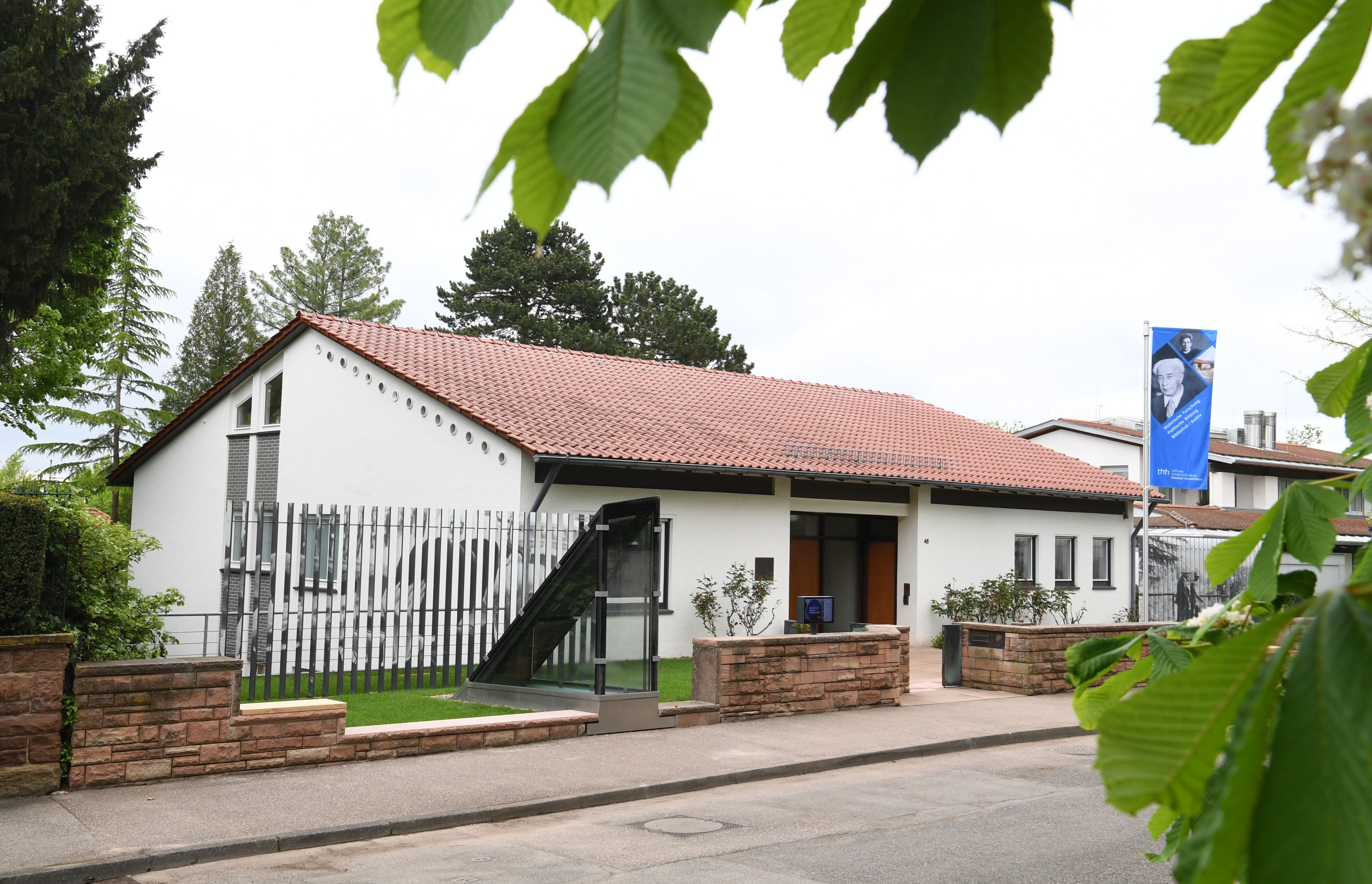
Das Theodor-Heuss-Haus, das Wohnhaus des ersten Bundespräsidenten in Stuttgart

Das 1959 bezogene Altersdomizil von Theodor Heuss auf dem Stuttgarter Killesberg befindet sich seit 1995 im Besitz der Stiftung und wurde in den Jahren 1999 bis 2001 auf der Grundlage eines Architektenwettbewerbs nach den Plänen des Büros Behnisch & Partner zu einer öffentlichen Erinnerungsstätte umgestaltet. Im Oktober 2016 wurde die 150.000. Besucherin des Theodor-Heuss-Hauses begrüßt.
Das Haus dient der Stiftung seither als Veranstaltungsort und beherbergt zudem mehrere Ausstellungen. Nach einer neuerlichen Umbauphase nach der Planung des Architekturbüros Stocker BDA für die Innenräume und die Gartengestaltung wurde es im Mai 2023 mit einer völlig neu konzipierten Ausstellung durch Bundespräsident Frank-Walter Steinmeier eröffnet.

## Ausstellungen

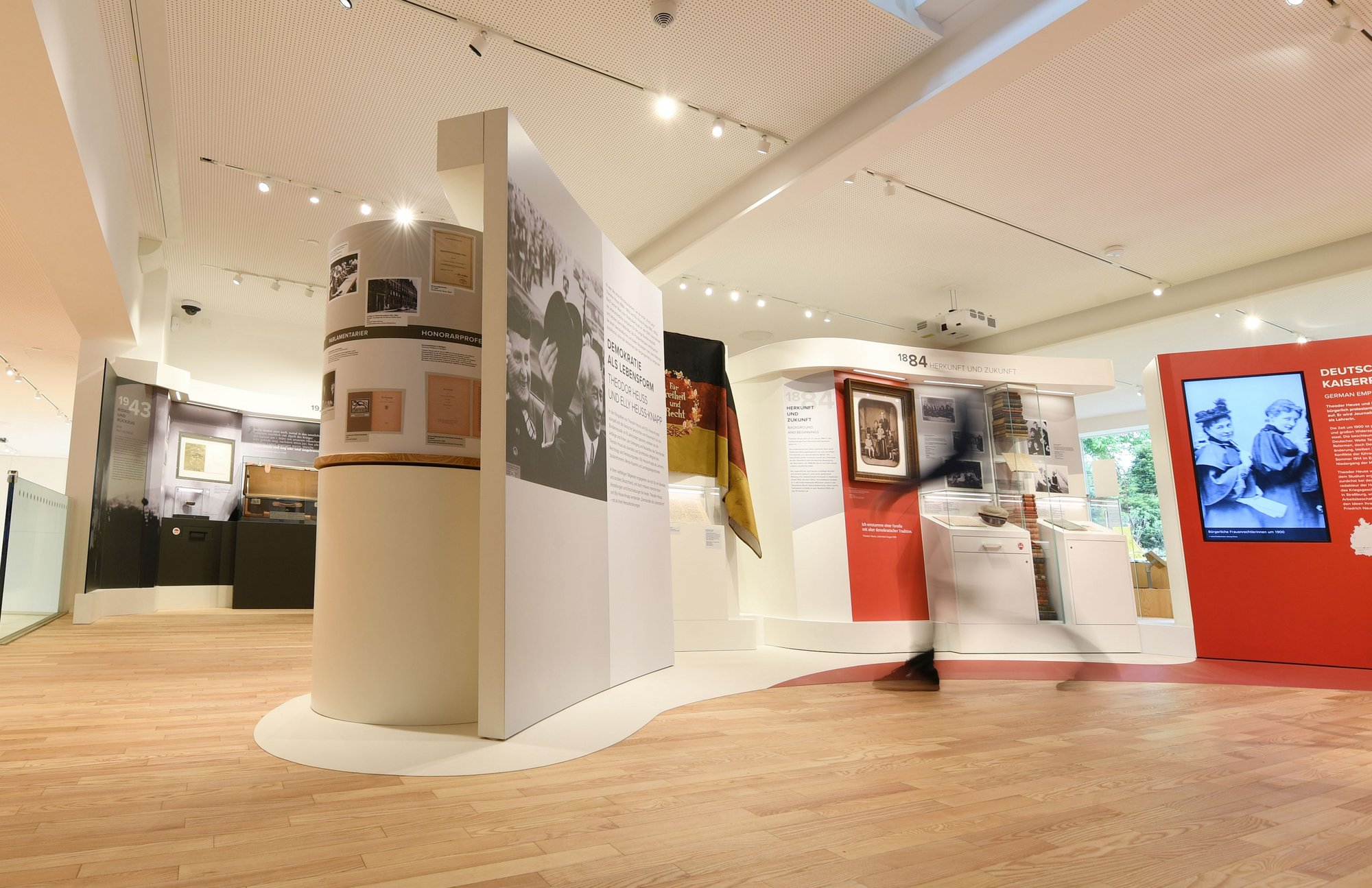
Die Dauerausstellung im Theodor-Heuss-Haus

Die doppelbiografische Dauerausstellung „Demokratie als Lebensform - Theodor Heuss und Elly Heuss-Knapp“ im Theodor-Heuss-Haus beleuchtet mit Originalobjekten und über 40 interaktiven Medienstationen das Leben und Wirken des Paars Theodor Heuss und Elly Heuss-Knapp durch fünf Epochen deutscher Geschichte. 
In der interaktiven Ausstellung „Die Nr. 1 – das Staatsoberhaupt“ führt das Theodor-Heuss-Haus als einziges Museum in Deutschland die Aufgaben eines Bundespräsidenten und der First Lady vor Augen.
Drei frühere Wohnräume von Theodor Heuss – Wohn-, Arbeits- und Esszimmer – wurden mit originalen Möbeln, Kunstwerken und Büchern im Stil der 1950er Jahre rekonstruiert.
Daneben bietet die Stiftung eine Wanderausstellung mit dem Titel „Demokratie als Lebensform“ an.

## Veranstaltungen
Pro Jahr führt die Stiftung rund vierzig Veranstaltungen durch, von denen die meisten im Theodor-Heuss-Haus stattfinden, darunter Vorträge, Buchvorstellungen und Podiumsdiskussionen sowie Workshops und Seminare für Erwachsene sowie für Schülerinnen und Schüler. Zu den Formaten gehört eine Schwerpunktreihe zu Themen von aktueller gesellschaftlicher und politischer Relevanz, ein jährlicher Festvortrag zum Verfassungstag im Mai sowie die Theodor-Heuss-Gedächtnis-Vorlesung, die die Stiftung jährlich im Dezember in Kooperation mit der Universität Stuttgart ausrichtet. 
Jeweils im Juli vor Beginn der Sommerferien findet die Verleihung des Theodor-Heuss-Schülerpreises statt, den die Stiftung seit 2009 auslobt. Prämiert werden besondere Leistungen im Fach Geschichte, die von Schülerinnen und Schülern der nach Theodor Heuss oder Elly Heuss-Knapp benannten Schulen in Baden-Württemberg erbracht wurden. Die Verleihung findet jeweils im Juli vor Beginn der Sommerferien statt.
Das meist jährlich stattfindende Theodor-Heuss-Kolloquium beschäftigt sich mit wissenschaftlichen Themen und Fragestellungen der aktuellen Zeitgeschichtsforschung. 

## Forschung und Publikationen
Zeitgeschichtliche Forschung gehört zu den zentralen Aufgaben der Stiftung. Im Mittelpunkt stehen dabei die Geschichte von Demokratie und Liberalismus in Deutschland im 20. Jahrhundert, die Biographien von Theodor Heuss und Elly Heuss-Knapp, die Geschichte des Parlamentarismus und der Formen politischer und bürgerlicher Repräsentation und Ästhetik in Deutschland im 20. Jahrhundert, die Rolle von Staatsoberhäuptern sowie die Analyse der Erinnerungskultur. 
Die Stiftung dokumentiert die Ergebnisse ihrer Forschung in mehreren Publikationsreihen sowie in Fachzeitschriften und anderen Medien des zeitgeschichtlichen Forschungsdiskurses. In der Reihe Zeithistorische Impulse (bis 2016: Wissenschaftliche Reihe der Stiftung Bundespräsident-Theodor-Heuss-Haus) werden die Ergebnisse der Theodor-Heuss-Kolloquien sowie Monographien zur zeitgeschichtlichen Forschung veröffentlicht. Die Kleine Reihe wendet sich an eine breitere, historisch interessierte Öffentlichkeit und dokumentiert ausgewählte Vorträge und kleinere Studien zur Zeitgeschichte. Unter dem Titel Theodor Heuss. Stuttgarter Ausgabe gibt die Stiftung eine wissenschaftliche Edition der Briefe, Reden und Schriften von Theodor Heuss heraus. Die Reihe Briefe ist mit acht Bänden, die zwischen 2009 und 2014 erschienen sind und eine kommentierte Auswahl aus den rund 60.000 von Heuss verfassten Briefen bieten, abgeschlossen.

## Bibliothek, Dokumentation und Archiv
In ihrer Forschungsbibliothek sammelt die Stiftung die Werke von und über Theodor Heuss sowie Elly Heuss-Knapp sowie darüber hinaus vor allem Überblickswerke und Forschungen zur Geschichte des Bürgertums, des Liberalismus, der Politik- und Verfassungsgeschichte Deutschlands im 20. Jahrhundert. Die Benutzung der Bibliothek (Präsenzbibliothek) steht allen Interessierten offen.
In ihrer Bild-, Film- und Schalldokumentation sammelt und bewahrt die Stiftung Medienmaterial zu Theodor Heuss und Elly Heuss-Knapp. Das Schriftgutarchiv stellt seinen Benutzern den auf verschiedene Archive verteilten, sehr umfangreichen Nachlass von Theodor Heuss zusammengeführt in mikroverfilmter Form zur Verfügung, dazu die Akten des Bundespräsidialamts aus der Amtszeit Heuss sowie ausgewählte Zeitschriften.

## Veröffentlichungen (Auswahl)

### Stuttgarter Ausgabe
- Theodor Heuss: Aufbruch im Kaiserreich. Briefe 1892–1917. Hrsg. und bearb. von Frieder Günther. K. G. Saur, München 2009, ISBN 978-3-598-44136-3.
- Theodor Heuss: Bürger der Weimarer Republik. Briefe 1918–1933. Hrsg. u. bearb. von Michael Dorrmann. K. G. Saur, München 2008, ISBN 978-3-598-25122-1.
- Theodor Heuss: In der Defensive. Briefe 1933–1945. Hrsg. und bearb. von Elke Seefried. K. G. Saur, München 2009, ISBN 978-3-598-44129-5.
- Theodor Heuss: Erzieher zur Demokratie. Briefe 1945–1949. Hrsg. und bearb. von Ernst Wolfgang Becker. K. G. Saur, München 2007, ISBN 978-3-598-25125-2.
- Theodor Heuss: Der Bundespräsident. Briefe 1949–1954. Hrsg. und bearb. von Ernst Wolfgang Becker, Martin Vogt und Wolfram Werner. de Gruyter, Berlin / New York 2012, ISBN 978-3-11-023236-3.
- Theodor Heuss: Der Bundespräsident. Briefe 1954–1959. Hrsg. und bearb. von Ernst Wolfgang Becker, Martin Vogt und Wolfram Werner. de Gruyter, Berlin / New York 2013, ISBN 978-3-11-029842-0.
- Theodor Heuss: Hochverehrter Herr Bundespräsident! Der Briefwechsel mit der Bevölkerung 1949–1959. Hrsg. und bearb. von Wolfram Werner. de Gruyter, Berlin / New York 2010, ISBN 978-3-11-023235-6.
- Theodor Heuss: Privatier und Elder Statesman. Briefe 1959–1963. Hrsg. und bearb. von Frieder Günther. de Gruyter, Berlin / New York 2014, ISBN 978-3-598-25129-0.

### Wissenschaftliche Reihe/Zeithistorische Impulse (Auswahl)
- Thomas Hertfelder, Jürgen C. Heß (Hrsg.): Streiten um das Staatsfragment. Theodor Heuss und Thomas Dehler berichten von der Entstehung des Grundgesetzes. Mit einer Einleitung von Michael F. Feldkamp. Bearb. von Patrick Ostermann und Michael F. Feldkamp (= Wissenschaftliche Reihe. 1). Deutsche Verlags-Anstalt, Stuttgart 1999, ISBN 3-421-05220-4.
- Eberhard Jäckel, Horst Möller, Hermann Rudolph (Hrsg.): Von Heuss bis Herzog. Die Bundespräsidenten im politischen System der Bundesrepublik (= Wissenschaftliche Reihe. 2). Deutsche Verlags-Anstalt, Stuttgart 1999, ISBN 3-421-05221-2.
- Gangolf Hübinger, Thomas Hertfelder (Hrsg.): Kritik und Mandat. Intellektuelle in der deutschen Politik (= Wissenschaftliche Reihe. 3). Deutsche Verlags-Anstalt, Stuttgart 2000, ISBN 3-421-05222-0.
- Ulrich Baumgärtner: Reden nach Hitler. Theodor Heuss – die Auseinandersetzung mit dem Nationalsozialismus (= Wissenschaftliche Reihe. 4). Deutsche Verlags-Anstalt, Stuttgart 2001, ISBN 3-421-05553-X.
- Ernst Wolfgang Becker, Thomas Rösslein (Hrsg.): Politischer Irrtum im Zeugenstand. Die Protokolle des Untersuchungsausschusses des Württemberg-Badischen Landtags aus dem Jahre 1947 zur Zustimmung zum „Ermächtigungsgesetz“ vom 23. März 1933 (= Wissenschaftliche Reihe. 5). Deutsche Verlags-Anstalt, München 2003, ISBN 3-421-05793-1.
- Hans Vorländer (Hrsg.): Zur Ästhetik der Demokratie. Formen der politischen Selbstdarstellung (= Wissenschaftliche Reihe. 6). Deutsche Verlags-Anstalt, Stuttgart 2003, ISBN 3-421-05794-X.
- Wolfgang Hardtwig, Erhard Schütz (Hrsg.): Geschichte für Leser. Populäre Geschichtsschreibung in Deutschland im 20. Jahrhundert (= Wissenschaftliche Reihe. 7). Deutsche Verlags-Anstalt, München 2003, ISBN 3-515-08755-9.
- Frieder Günther: Heuss auf Reisen. Die auswärtige Repräsentation der Bundesrepublik durch den ersten Bundespräsidenten (= Wissenschaftliche Reihe. 8). Franz Steiner Verlag, Stuttgart 2006, ISBN 3-515-08819-9.
- Andreas Wirsching, Jürgen Eder (Hrsg.): Vernunftrepublikanismus in der Weimarer Republik. Politik, Literatur, Wissenschaft (= Wissenschaftliche Reihe. 9). Franz Steiner Verlag, Stuttgart 2006, ISBN 3-515-09110-6.
- Angelika Schaser, Stefanie Schüler-Springorum (Hrsg.): Liberalismus und Emanzipation. In- und Exklusionsprozesse im Kaiserreich und in der Weimarer Republik (= Wissenschaftliche Reihe. 10). Franz Steiner Verlag, Stuttgart 2010, ISBN 978-3-515-09319-4.
- Werner Plumpe, Joachim Scholtyseck (Hrsg.): Der Staat und die Ordnung der Wirtschaft. Vom Kaiserreich bis zur Berliner Republik (= Wissenschaftliche Reihe. 11). Franz Steiner Verlag, Stuttgart 2012, ISBN 978-3-515-10142-4.
- Anselm Doering-Manteuffel, Jörn Leonhard (Hrsg.): Liberalismus im 20. Jahrhundert (= Wissenschaftliche Reihe. 12). Franz Steiner Verlag, Stuttgart 2015, ISBN 978-3-515-11072-3.
- Frank Bösch, Thomas Hertfelder, Gabriele Metzler (Hrsg.): Grenzen des Neoliberalismus. Der Wandel des Liberalismus im späten 20. Jahrhundert (= Zeithistorische Impulse. 13). Franz Steiner Verlag, Stuttgart 2018, ISBN 978-3-515-12085-2.
- Wolfgang Hardtwig: Freiheitliches Bürgertum in Deutschland. Der Weimarer Demokrat Eduard Hamm zwischen Kaiserreich und Widerstand (= Zeithistorische Impulse. 14). Franz Steiner Verlag, Stuttgart 2018, ISBN 978-3-515-12094-4.
- Elke Seefried u. a. (Hrsg.): Liberalismus und Nationalsozialismus. Eine Beziehungsgeschichte (= Zeithistorische Impulse. 15). Franz Steiner Verlag, Stuttgart 2020, ISBN 978-3-515-12747-9.
- Ernst Wolfgang Becker, Frank Bösch (Hrsg.): Partizipation per Post. Bürgerbriefe an Politiker in Diktatur und Demokratie (= Zeithistorische Impulse. 16). Franz Steiner Verlag, Stuttgart 2024, ISBN 978-3-515-13660-0.

### Kleine Reihe (Auswahl)
- Thomas Hertfelder (Hrsg.): Machen Männer noch Geschichte? Das Stuttgarter Theodor-Heuss-Haus im Kontext der deutschen Gedenkstättenlandschaft (= Kleine Reihe. 2). Stiftung Bundespräsident-Theodor-Heuss-Haus, Stuttgart 1998, ISBN 3-9805979-4-6.
- Parlamentarische Poesie. Theodor Heuss: Das ABC des Parlamentarischen Rates / Carlo Schmid: Parlamentarische Elegie im Januar. Einleitung und Kommentar von Gudrun Kruip (= Kleine Reihe. 4). Stiftung Bundespräsident-Theodor-Heuss-Haus, Stuttgart 1999, ISBN 3-9805979-6-2.
- Ernst Wolfgang Becker: Ermächtigung zum politischen Irrtum. Die Zustimmung zum Ermächtigungsgesetz von 1933 und die Erinnerungspolitik im ersten württemberg-badischen Untersuchungsausschuss der Nachkriegszeit (= Kleine Reihe. 8). Stiftung Bundespräsident-Theodor-Heuss-Haus, Stuttgart 2001, ISBN 3-9807404-0-4.
- Thomas Hertfelder: In Presidents we trust. Die amerikanischen Präsidenten in der Erinnerungspolitik der USA (= Kleine Reihe. 15). Stiftung Bundespräsident-Theodor-Heuss-Haus, Stuttgart 2005, ISBN 3-9807404-9-8.
- Thomas Hertfelder: Von Naumann zu Heuss. Über eine Tradition des sozialen Liberalismus in Deutschland (= Kleine Reihe. 29). Stiftung Bundespräsident-Theodor-Heuss-Haus, Stuttgart 2013, ISBN 978-3-942302-03-6.
- Joachim Gauck: Mehr Bürgergesellschaft wagen. Über repräsentative Demokratie, Bürgersinn und die Notwendigkeit des Erinnerns (= Kleine Reihe. 30). Stiftung Bundespräsident-Theodor-Heuss-Haus, Stuttgart 2014, ISBN 978-3-942302-06-7.
- Jutta Allmendinger, Ellen von den Driesch: Mythen – Fakten – Ansatzpunkte. Dimensionen sozialer Ungleichheit in Europa (= Kleine Reihe. 31). Stiftung Bundespräsident-Theodor-Heuss-Haus, Stuttgart 2015, ISBN 978-3-942302-08-1.
- Ulrich Herbert: In der neuen Weltordnung. Zur deutschen Geschichte seit 1990 (= Kleine Reihe. 32). Stiftung Bundespräsident-Theodor-Heuss-Haus, Stuttgart 2016, ISBN 978-3-942302-09-8.
- Kristian Buchna: Im Schatten des Antiklerikalismus. Theodor Heuss, der Liberalismus und die Kirchen (= Kleine Reihe. 33). Stiftung Bundespräsident-Theodor-Heuss-Haus, Stuttgart 2016, ISBN 978-3-942302-10-4.
- Sabine Leutheusser-Schnarrenberger: Bedrohte Freiheit. Der liberale Rechtsstaat in Zeiten von Terrorismus und Rechtspopulismus (= Kleine Reihe. 34). Stiftung Bundespräsident-Theodor-Heuss-Haus, Stuttgart 2017, ISBN 978-3-942302-11-1.
- Frank Bösch: Politik als Beruf. Zum Wandel einer beschimpften Profession seit 1945 (= Kleine Reihe. 35). Stiftung Bundespräsident-Theodor-Heuss-Haus, Stuttgart 2018, ISBN 978-3-942302-13-5.
- Herfried Münkler: Die neuen Kriege. Zur Wiederkehr eines historischen Musters (= Kleine Reihe. 36). Stiftung Bundespräsident-Theodor-Heuss-Haus, Stuttgart 2018, ISBN 978-3-942302-14-2.
- Ernst Wolfgang Becker: Wie viel Konsens braucht die Demokratie? Theodor Heuss und die Zukunft des Grundgesetzes. (= Kleine Reihe. 37). Stiftung Bundespräsident-Theodor-Heuss-Haus, Stuttgart 2019, ISBN 978-3-942302-15-9.
- Thomas Hertfelder: Erfolgsgeschichte Bundesrepublik. Aufstieg und Krise einer Meistererzählung. (= Kleine Reihe. 38). Stiftung Bundespräsident-Theodor-Heuss-Haus, Stuttgart 2020, ISBN 978-3-942302-16-6.
- Irina Scherbakowa: Russland und Deutschland. Aspekte einer wechselvollen Beziehung. (= Kleine Reihe. 39). Stiftung Bundespräsident-Theodor-Heuss-Haus, Stuttgart 2020, ISBN 978-3-942302-17-3.
- Armin Nassehi: Offenheit. Freiheit als Form der Gesellschaft. (= Kleine Reihe. 40). Stiftung Bundespräsident-Theodor-Heuss-Haus, Stuttgart 2022, ISBN 978-3-942302-18-0.
- Gabriele Britz: Zur Sprache der Verfassung. (= Kleine Reihe. 41). Stiftung Bundespräsident-Theodor-Heuss-Haus, Stuttgart 2022, ISBN 978-3-942302-19-7.
- Thorsten Holzhauser: Liberalismus und Zensur. Theodor Heuss und der Kampf um die "Schund- und Schmutzliteratur" in der Weimarer Republik. (= Kleine Reihe. 42). Stiftung Bundespräsident-Theodor-Heuss-Haus, Stuttgart 2024, ISBN 978-3-942302-21-0.

### Weitere Veröffentlichungen
- Thomas Hertfelder (Hrsg.): Heuss im Profil. Vorträge und Diskussionen zum Eröffnungsfestakt der Stiftung Bundespräsident-Theodor-Heuss-Haus am 29./30. November 1996. Mit Beiträgen von Ralf Dahrendorf, Jürgen C. Heß, Hans Peter Mensing u. a. Stiftung Bundespräsident-Theodor-Heuss-Haus, Stuttgart 1997, ISBN 3-9805979-2-X.
- Thomas Hertfelder: Bücher und ihre Geschichten. Zur historisch-politischen Privatbibliothek von Theodor Heuss. Stiftung Bundespräsident-Theodor-Heuss-Haus, Stuttgart 2002, ISBN 3-9807404-2-0.
- Thomas Hertfelder, Christiane Ketterle (Hrsg.): Theodor Heuss. Publizist – Politiker – Präsident. Stiftung Bundespräsident-Theodor-Heuss-Haus, Stuttgart 2003, ISBN 3-9807404-4-7.
- Thorsten Holzhauser, Gudrun Kruip (Hrsg.): Demokratie als Lebensform. Das Theodor-Heuss-Haus in Stuttgart. Stiftung Bundespräsident-Theodor-Heuss-Haus, Stuttgart 2024, ISBN 978-3-942302-24-1.